# World Series of Poker 1982
Le World Series of Poker 1982 furono la tredicesima edizione della manifestazione. Si tennero dal 9 al 27 maggio presso il casinò Binion's Horseshoe di Las Vegas.
Il vincitore del Main Event fu Jack Straus.

## Eventi preliminari
| Evento                                    | Vincitore                   | Premio   | Ultimo giocatore eliminato |
| ----------------------------------------- | --------------------------- | -------- | -------------------------- |
| $2.500 Ace to Five Draw                   | Billy Baxter                | $48.750  | Bobby Baldwin              |
| $10.000 Deuce to Seven Draw               | Billy Baxter                | $95.000  | Lou Axler                  |
| $1.000 seven card stud Split              | Tom Cress                   | $44.000  | Clark Mantz                |
| $1.000 No Limit Hold'em                   | Jim Doman                   | $96.000  | Frank Henderson            |
| $500 Seven Card Stud riservato alle donne | June Field                  | $16.000  | Jackie Jean                |
| $1.000 Seven Card Razz                    | Nick Helm                   | $40.000  | Robert Turner              |
| $800 Mixed Doubles                        | David Sklansky & Dani Kelly | $8.800   | Sconosciuto                |
| $1.500 No Limit Hold'em                   | Ralph Morton                | $123.000 | Joe King                   |
| $1.000 No Limit Hold'em                   | John Paquette               | $101.000 | Sam Wilson                 |
| $5.000 Seven Card Stud                    | David "Chip" Reese          | $92.500  | Ken Flaton                 |
| $1.000 Ace to Five Draw                   | Vera Richmond               | $38.500  | Tim Jewett                 |
| $1.000 Draw High                          | David Sklansky              | $15.500  | Michael Conti              |
| $1.000 Seven Card Stud                    | Don Williams                | $56.000  | Roger Moore                |

## Main Event
I partecipanti al Main Event furono 104. Ciascuno di essi pagò un buy-in di 10.000 dollari.

### Tavolo finale
| Piazzamento | Nome           | Premio   |
| ----------- | -------------- | -------- |
| 1°          | Jack Straus    | $520.000 |
| 2°          | Dewey Tomko    | $208.000 |
| 3°          | Berry Johnston | $104.000 |
| 4°          | Doyle Brunson  | $52.000  |
| 5°          | A. J. Myers    | $52.000  |
| 6°          | Dudy Roach     | $41.060  |
| 7°          | Buster Jackson | $20.800  |
| 8°          | Sailor Roberts | $20.800  |
| 9°          | Carl Cannon    | $20.800  |